# Klaudius Madlmayr
Klaudius Madlmayr (22. října 1881 Bystřice pod Hostýnem – 30. března 1963 Brno) byl český architekt. Jeho tvorbu lze zařadit do meziválečného neoklasicismu a monumentalismu. Vytvořil mnoho návrhů pro římskokatolickou církev a navrhl také množství úředních budov, především na Moravě. Spolupracoval se sochařem Juliem Pelikánem. Mnoho jeho staveb je spojeno s kultem sv. Cyrila a Metoděje.

## Život
Studoval v Brně a ve Vídni u profesora Friedricha (Bedřicha) Ohmanna. V letech 1912-14 působil jako samostatný architekt - projektant v Istrii, po první světové válce v Bratislavě. Od roku 1922 až do své smrti žil v Brně, kde působil jako samostatný architekt.

## Dílo (výběr)
- 1926–1928: projekt Ústavu sociální péče v Olomouci, realizována pouze mateřská škola, Michalské stromořadí 11
- 1927: přestavba hudební školy Žerotín, Sokolská 17, Olomouc
- 1928–1935: návrh kostela sv. Cyrila a Metoděje v Brně-Židenicích
- 1929: rekonstrukce Krajinské lékárny v Olomouci, Horní náměstí 10, spolupráce J. Pelikán (Reliéf sv. Cyrila a Metoděje).
- 1931: 1. cena v soutěži na soubor administrativních budov v Olomouci, realizován pouze Okresní úřad (1937, Třída Svobody 32), dnes sídlo Polikliniky.
- 1931: projekt Pozemkového ústavu, Olomouc, Horní náměstí 11, spolupráce J. Pelikán (reliéf ležící ženy se snopem).

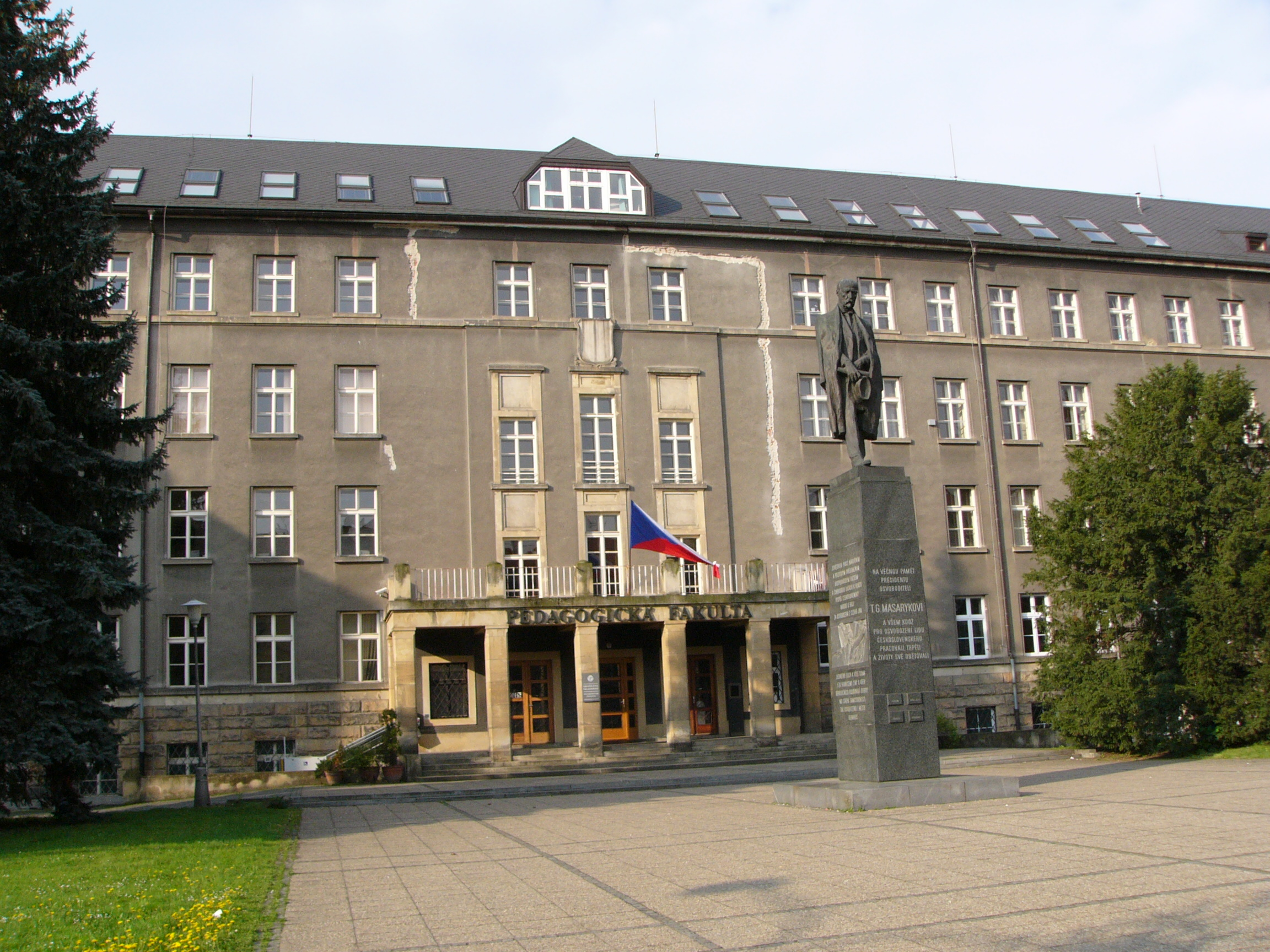
Pedagogická fakulta Univerzity Palackého v Olomouci

- 1935–1936: kostel Nejsvětější Trojice v Rozvadovicích u Litovle.
- 1936–1938: Sborové velitelství v Olomouci, Žižkovo náměstí 5, dnes sídlo Pedagogické fakulty Univerzity Palackého.
- 1936: návrhy přestavby a dostavby areálu poutního místa Velehrad, úprava Královské kaple ve Velehradské bazilice pro sarkofág arcibiskupa Antonína Cyrila Stojana. Sochařská výzdoba Julius Pelikán.
- 1947: přestavba zvonice barokního kostela sv. Martina v Lulči

Jeho realizace se nacházejí také v Přerově a Liptovském Mikuláši.

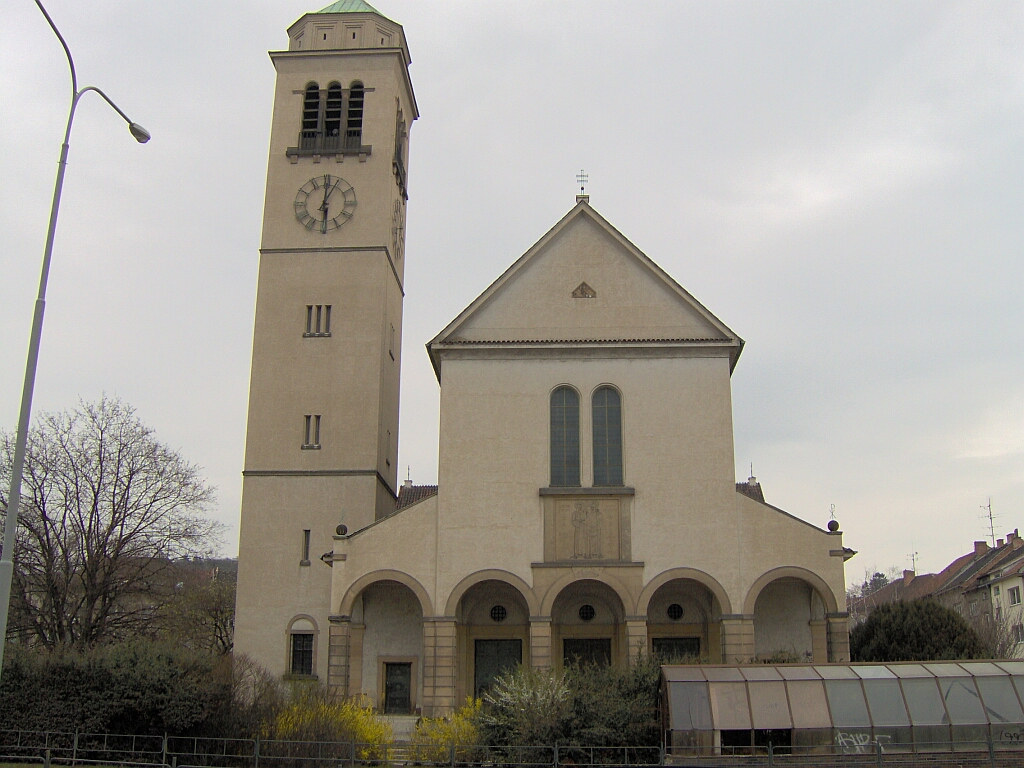
Farní kostel sv. Cyrila a Metoděje v Brně-Židenicích
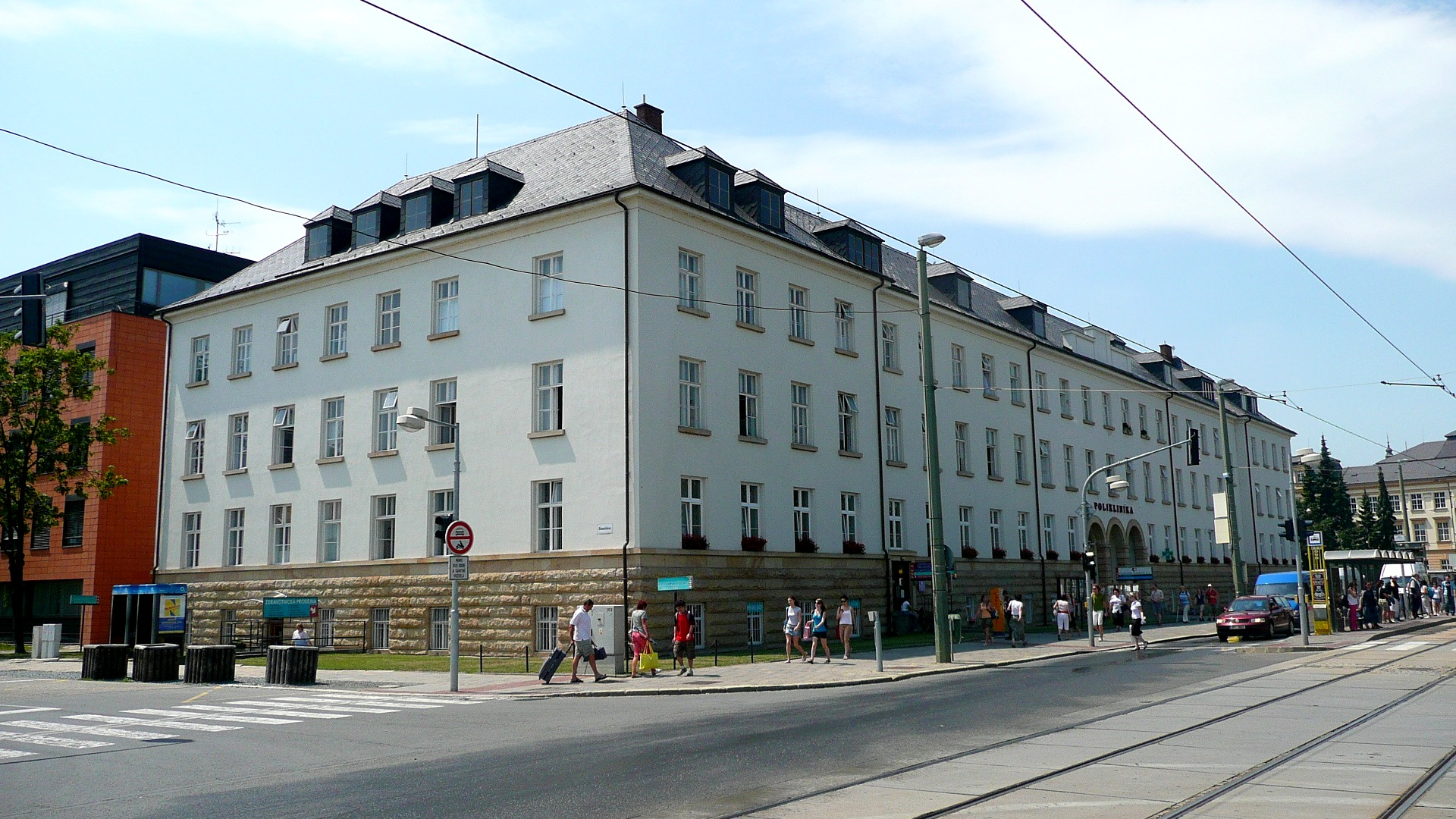
Bývalý Okresní úřad, dnes Poliklinika na třídě Svobody v Olomouci
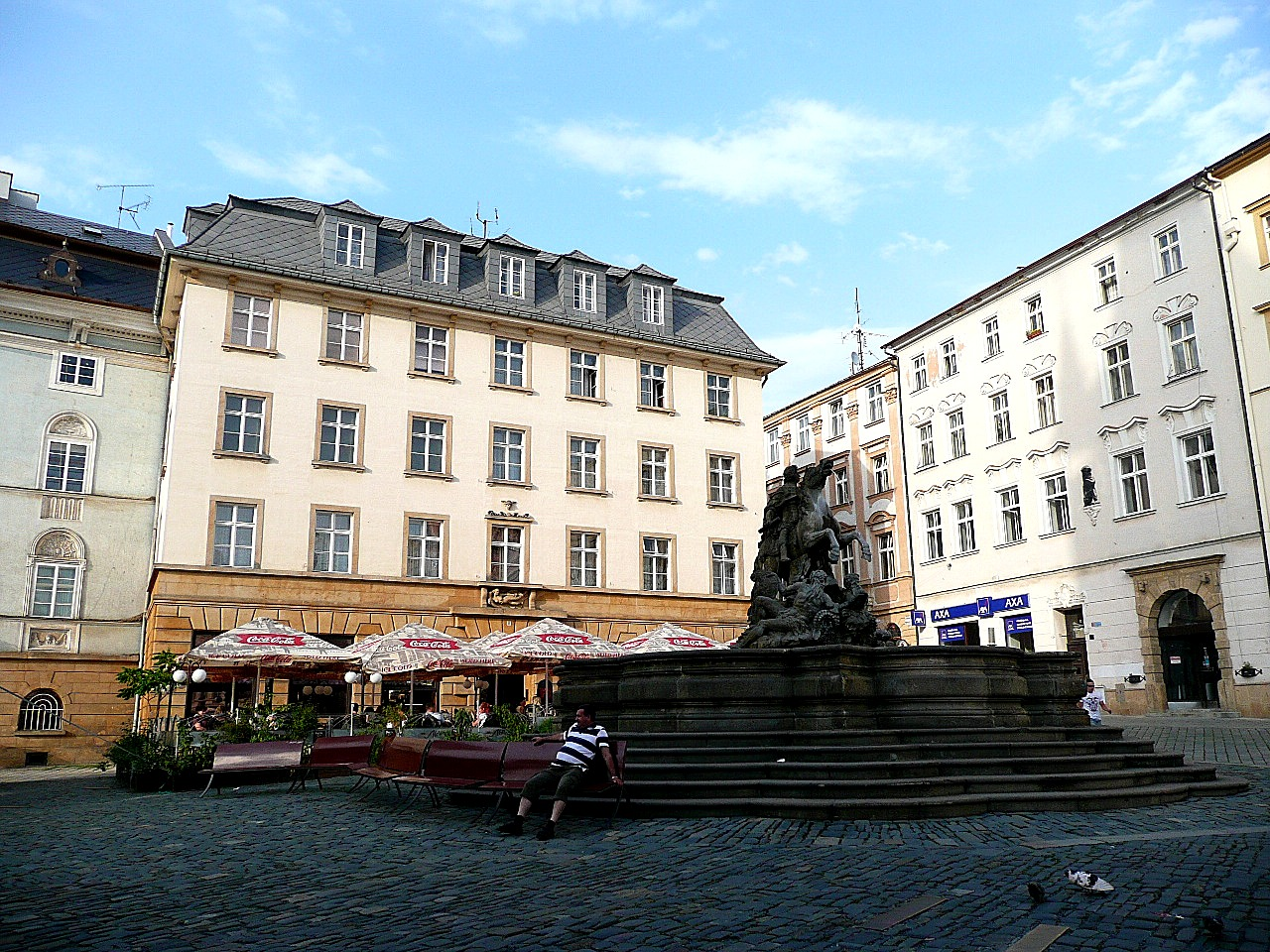
Pozemkový ústav s Caesarovou kašnou na Horním náměstí v Olomouci
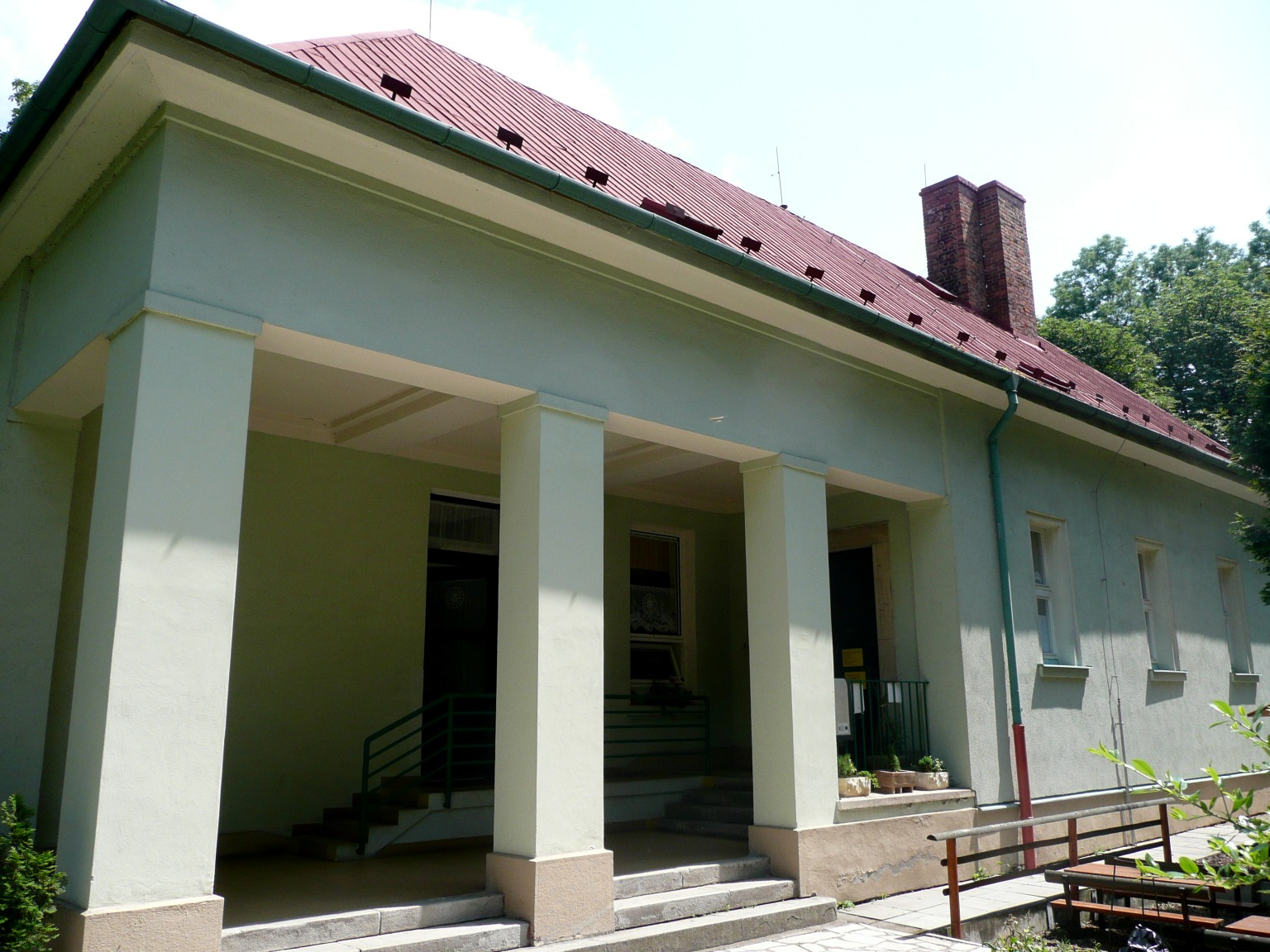
Mateřská škola v Michalském stromořadí v Olomouci